# Chrysopa puerula
Chrysopa puerula is een insect uit de familie van de gaasvliegen (Chrysopidae), die tot de orde netvleugeligen (Neuroptera) behoort. 
Chrysopa puerula is voor het eerst wetenschappelijk beschreven door Navás in 1921.